# Kamil Kuczyński
Pour les articles homonymes, voir Kuczynski.
Kamil Kuczyński (né le 23 mars 1985 à Płock) est un coureur cycliste polonais, spécialiste de la piste. Il est notamment champion d'Europe de vitesse par équipes en catégorie juniors en 2003, et open en 2005. Après sa carrière, il devient entraineur national des disciplines du sprint pour les espoirs (moins de 23 ans).

## Palmarès

### Jeux olympiques
- Pékin 2008
  - 11e du keirin
  - 13e de la vitesse par équipes
- Londres 2012
  - 10e de la vitesse par équipes

### Championnats du monde
- Moscou 2003
  -  Médaillé d'argent du scratch juniors
  -  Médaillé de bronze de la vitesse par équipes juniors
- Pruszkow 2009
  - 5e de la vitesse par équipes
  - 8e du kilomètre
- Copenhague 2010
  - 9e de la vitesse par équipes
  - 12e du kilomètre
- Apeldoorn 2011
  - 9e de la vitesse par équipes
  - 13e du kilomètre
  - 31e du keirin
- Melbourne 2012
  - 9e de la vitesse par équipes
  - 15e du kilomètre
- Minsk 2013
  - 9e de la vitesse par équipes
- Cali 2014
  - 24e de la vitesse individuelle[2]
- Saint-Quentin-en-Yvelines 2015
  - 10e du kilomètre
  - 25e du keirin
- Londres 2016
  - 13e de la vitesse individuelle[3]
- Hong Kong 2017
  - 17e de la vitesse individuelle (éliminé en seizième de finale)[4]
  - 22e du kilomètre

### Coupe du monde
- 2008-2009
  - 2e de la vitesse par équipes à Manchester
  - 3e du kilomètre à Manchester
  - 3e du kilomètre à Pékin
- 2009-2010
  - 3e du kilomètre à Pékin
- 2015-2016
  - 2e de la vitesse par équipes à Hong Kong
- 2016-2017
  - 1er de la vitesse individuelle à Glasgow
  - 2e de la vitesse individuelle à Apeldoorn
  - 3e de la vitesse par équipes à Glasgow
- 2017-2018
  - 2e de la vitesse par équipes à Minsk

### Championnats d'Europe
| Édition / Épreuve              | Kilomètre | Vitesse par équipes                                      |
| Moscou 2003 (juniors)          | Argent    | Or (avec Paweł Kościecha et Michal Tokarz)               |
| Fiorenzuola 2005               |           | Or (avec Łukasz Kwiatkowski et Damian Zieliński)         |
| Cottbus 2007 (espoirs)         |           | Argent                                                   |
| Apeldoorn 2011                 |           | Bronze                                                   |
| Panevėžys 2012                 |           | Argent                                                   |
| Saint-Quentin-en-Yvelines 2016 |           | Or (avec Maciej Bielecki, Mateusz Rudyk et Mateusz Lipa) |

### Championnats de Pologne
- Champion de Pologne du kilomètre : 2007, 2008, 2009 et 2018
- Champion de Pologne du keirin : 2004, 2007, 2012, 2013, 2016 et 2019
- Champion de Pologne de vitesse individuelle : 2007 et 2016
- Champion de Pologne de vitesse par équipes : 2003, 2008, 2012, 2013 et 2017